# Federația de Fotbal a Mozambicului
Federația de Fotbal a Mozambicului (portugheză Federação Moçambicana de Futebol) este forul ce guvernează fotbalul în Mozambic. Se ocupă de organizarea echipei naționale și a campionatului.